# Nona Arte (editora)
A Nona Arte foi uma editora independente carioca especializada em histórias em quadrinhos (banda desenhada, em Portugal). Foi criada pelo roteirista, desenhista e editor André Diniz no ano de 2000, como uma forma de auto-publicar suas obras e trazer aos leitores novos artistas ainda pouco ou nada conhecidos pelo público.
Após publicar algumas edições impressas (Fawcett, Subversivos, A Classe Média Agradece, 31 de Fevereiro, entre outras), a Nona Arte passou também a publicar quadrinhos no site oficial. No site foram disponibilizadas centenas de histórias completas para leitura on-line ou e-books e e-zines para download em arquivos PDF, como edições do fanzine QI e o livro Fanzine de Edgard Guimarães, que podiam inclusive ser impressos para que as histórias fosse lidas no papel, pois as imagens estavam em alta resolução. Em seus cinco primeiros anos, a editora somou um total de 15 prêmios recebidos, entre eles o de melhor editora de quadrinhos no ano de 2003 Troféu HQ Mix), de melhor roteirista (3 prêmios para André Diniz) e melhor site de quadrinhos (tetracampeão, Troféu HQ Mix). Em 2013, Diniz fundou o site Muzinga, que também publica quadrinhos digitais.